# Blutstraße (Parchim)

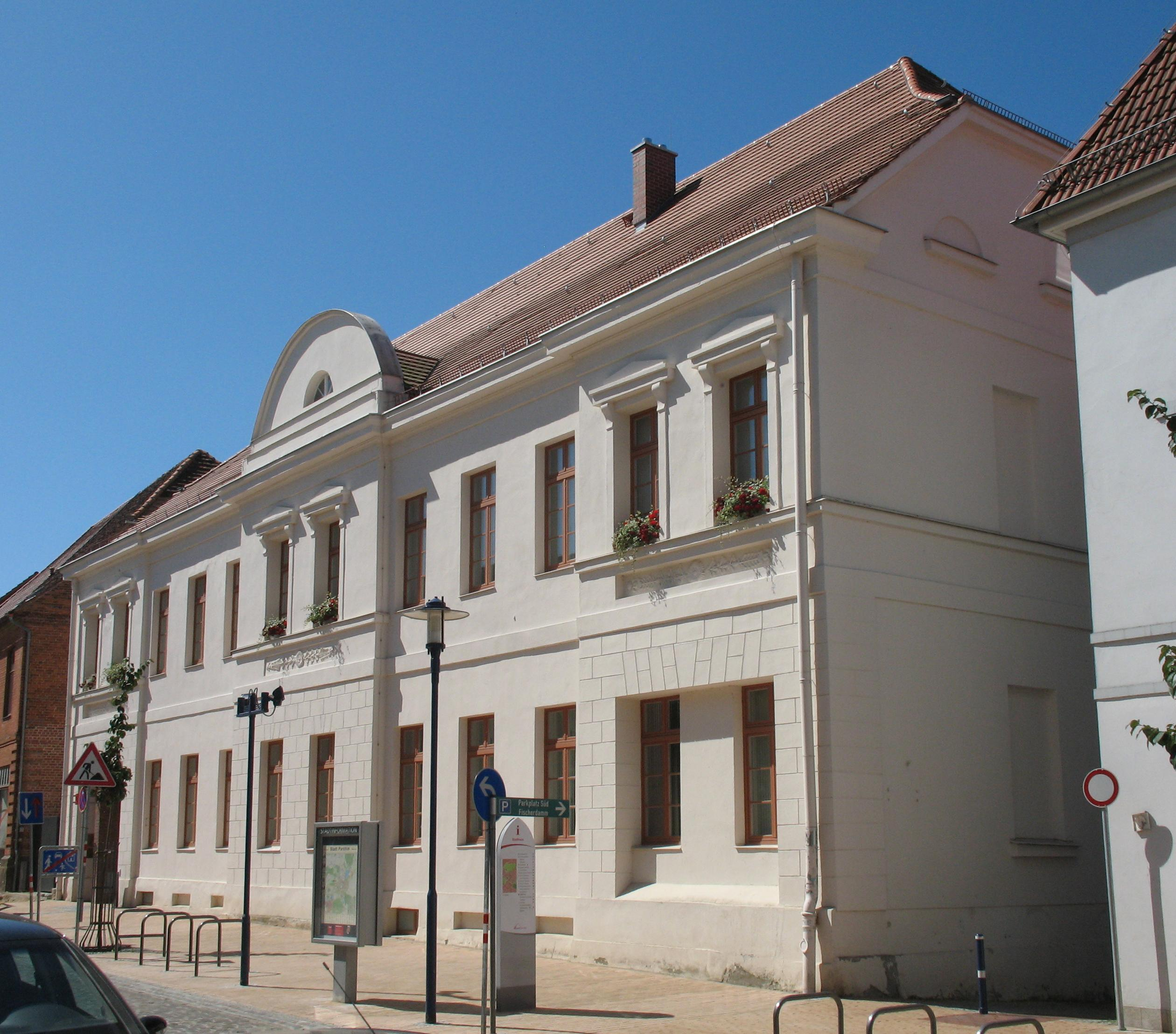
Nr. 5: Präsidentenhaus

Die historische Blutstraße in Parchim führt in der östlichen Altstadt in Süd-Nord-Richtung von der Straße Am Mühlenberg zur Langen Straße. Sie ist eine zentrale Einkaufsstraße der Kreisstadt im Landkreis Ludwigslust-Parchim.

## Nebenstraßen

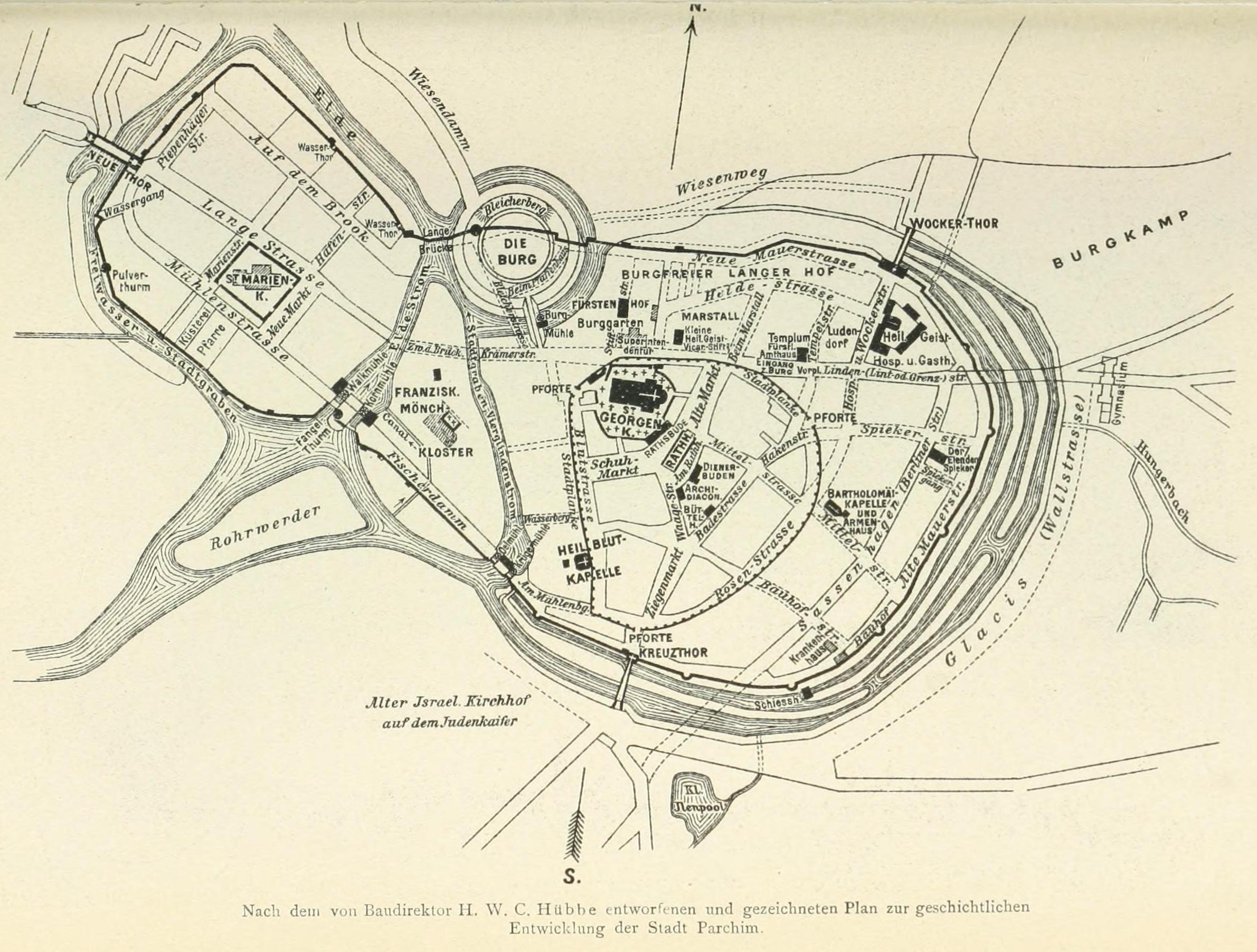
Parchim im Mittelalter

Die Nebenstraßen und Anschlussstraßen wurden benannt als Am Mühlenberg nach der früheren Oel- und der Krügermühle, unbenannter Durchgang zum Werner-Cords-Weg (Architekt), Apothekenstraße, Schuhmarkt, unbenannter Weg, Kirchgasse nach der Georgenkirche, und Lange Straße auf Grund der Länge.

## Geschichte

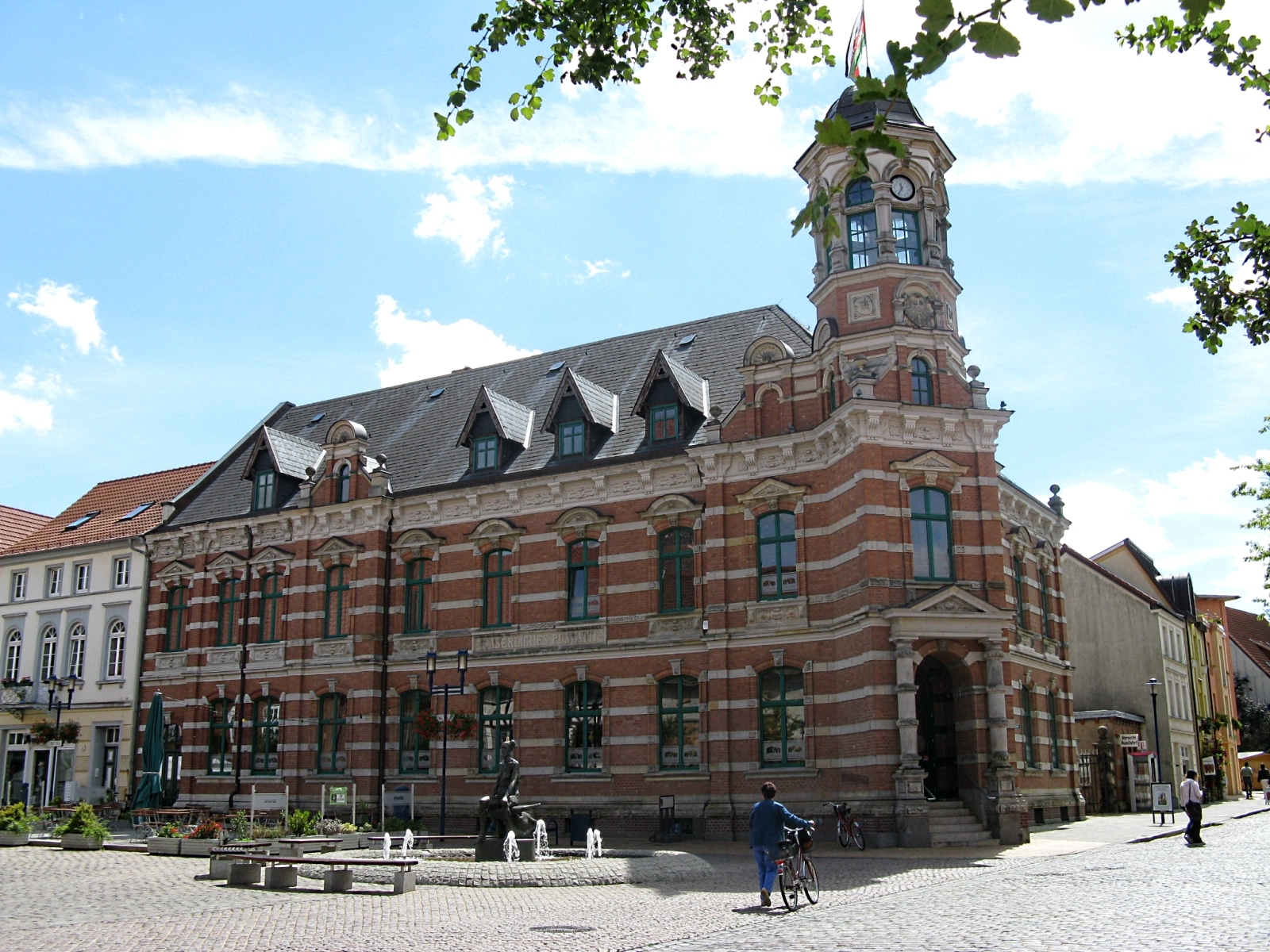
Postamt, links Schuhmarkt, rechts Blutstraße

### Name
Die Blutstraße wurde nach der 1397 erstmals erwähnten und 1798 abgebrochenen achteckigen barocken Kapelle zum Heiligen Blut (Standort des Präsidentenhauses) 1829 so benannt.

### Entwicklung

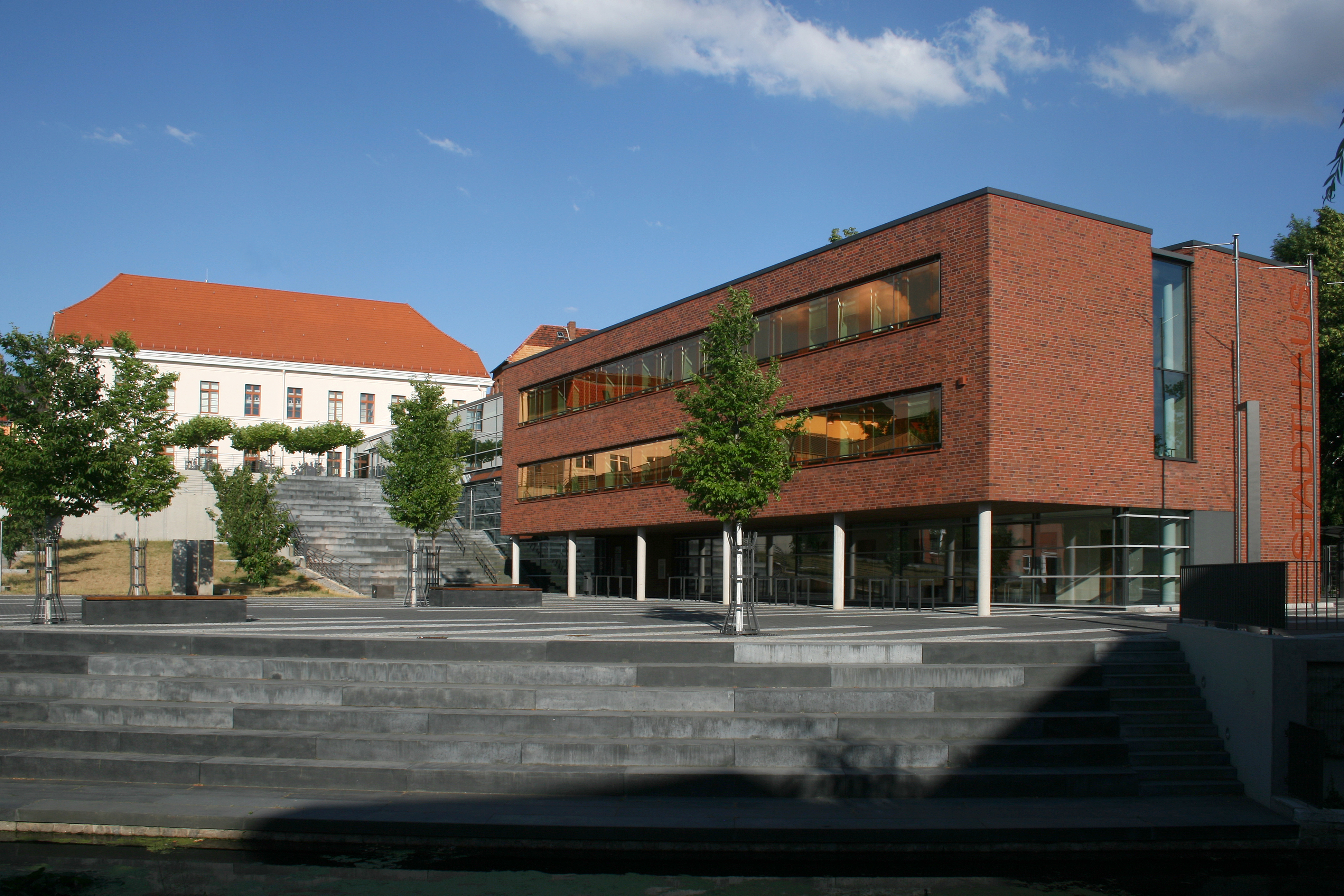
Nr. 5: Stadthaus Parchim: Präsidentenhaus und Anbau

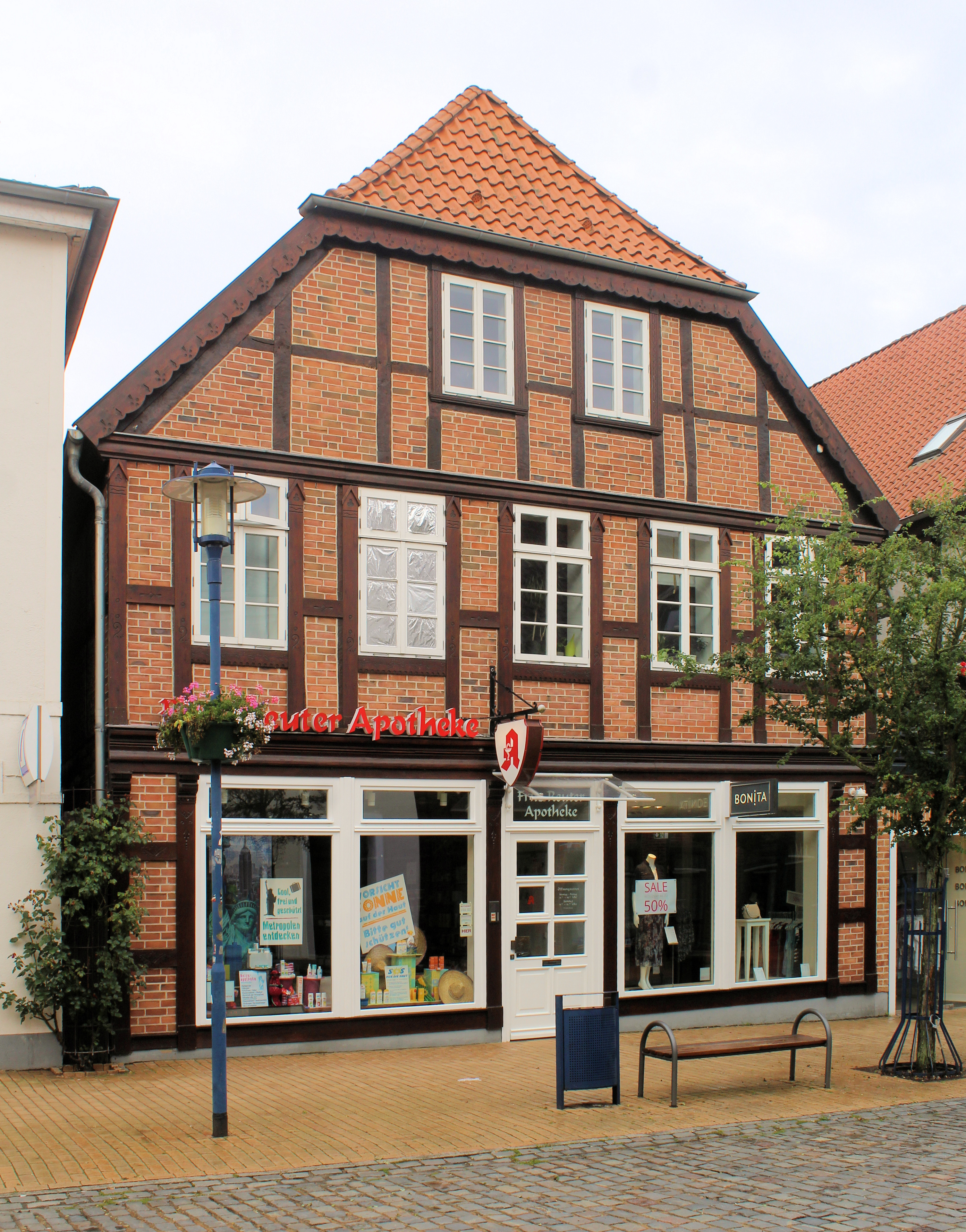
Nr. 14

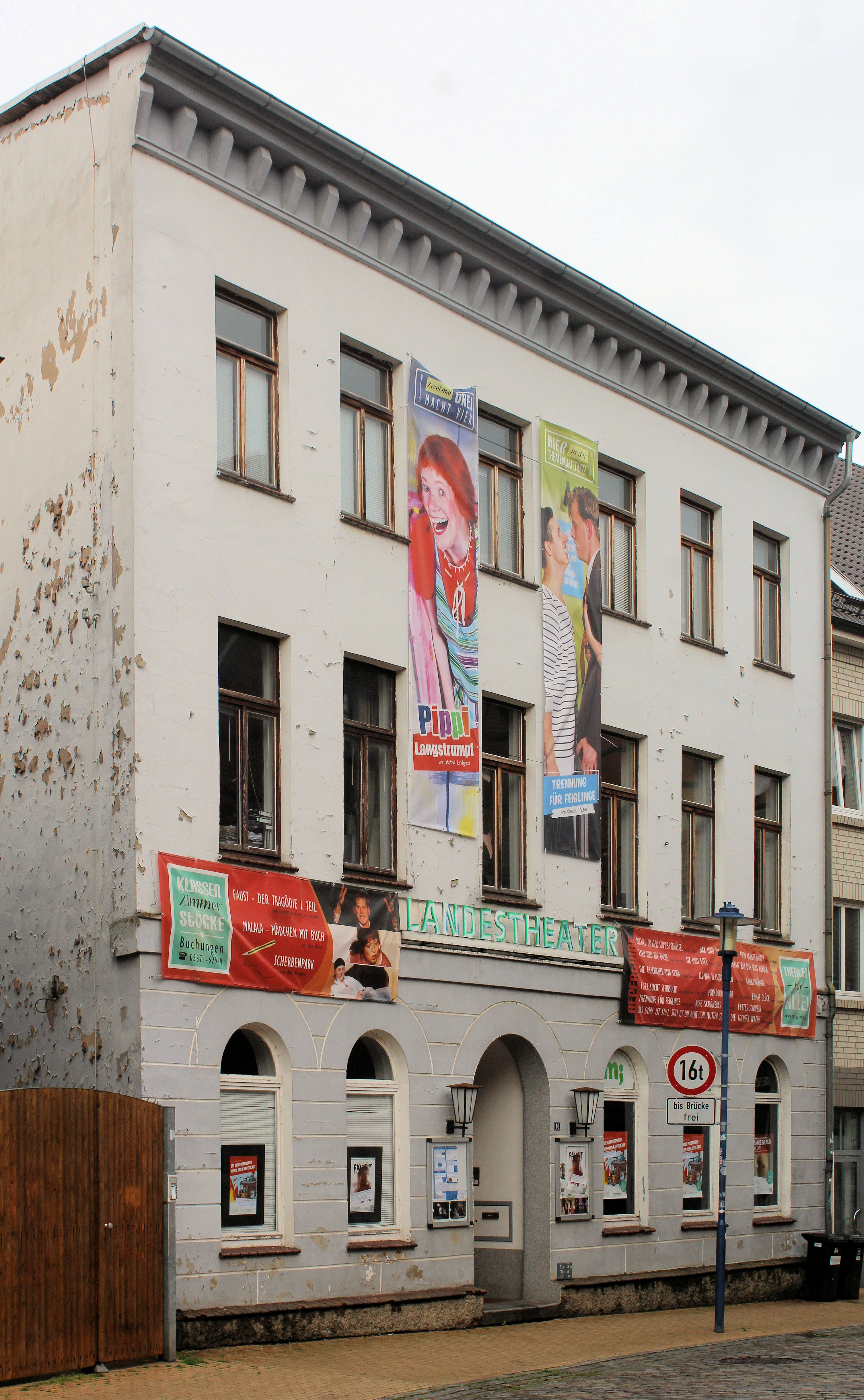
Nr. 16

Im Frühmittelalter bestand eine slawische Siedlung. 1170 wurde die Burg erwähnt, in der von 1238 bis 1248 der Landesfürst residierte. Um die Altstadt bestand im Mittelalter eine Stadtmauer, deren westliche Mauer an der Blutstraße verlief. 1289 brannte ein Teil der Altstadt ab; die Georgenkirche wurde schwer beschädigt und bis 1307 neu aufgebaut. 1310 wurde auch die Neustadt in die Stadtmauer einbezogen und die Mauer um den inneren Altstadtkern verlor ihre Bedeutung. 1612 vernichtete ein weiterer Brand große Teile der Stadt.
Von 1818 bis 1840 war im Rathaus von Parchim der Sitz des Oberappellationsgerichts beider Mecklenburgischen Länder und das Präsidentenhaus wurde dafür gebaut. 1883 entstand das Kaiserliche Postamt an der Ecke zum Schuhmarkt. 1945 wurde das Mecklenburgische Landestheater Parchim eröffnet (heute Junges Staatstheater Parchim).
Die 4. Eskadron des 2. Großherzoglich Mecklenburgischen Dragoner-Regiments Nr. 18 hatte nach 1867 bis 1918 auch in der Blutstraße Quartiere.
Ab 1991 wurden die historische Altstadt und so auch die Straße und ihre Häuser im Rahmen der Städtebauförderung saniert. 2007 wurde das sanierte Präsidentenhaus und ein Neubau zum Stadthaus Parchim.

## Gebäude, Anlagen (Auswahl)
An der Straße stehen zumeist zwei- bis dreigeschossige Häuser. Die mit (D) gekennzeichneten Häuser stehen unter Denkmalschutz.
Westseite:
- Nr. 1: 2-gesch. 11-achsiges klassizistisches Wohnhaus mit mittlerem Giebelrisalit und mit Flügel am Mühlenberg  (D)
- Nr. 2: 3-gesch. Wohnhaus
- Nr. 3: 2-gesch. Wohn- und Geschäftshaus  (D)
- Nr. 4: 2-gesch. Wohn- und Geschäftshaus (D), ehemalige Schule mit Hofgebäude
- Nr. 5: 2-gesch. 12-achsiges klassizistisches ehem. Präsidentenhaus von 1818 (D) nach Plänen von Johann Georg Barca mit drei Risaliten für den Präsidenten des Oberappellationsgerichts des Großherzogtums Mecklenburg-Schwerin, nach Verlegung des Gerichts von 1840 bis 1890 zweites Schulhaus des Friedrich-Franz-Gymnasiums, danach im Nordflügel das Lyzeum, ab den 1930er Jahren Oberschule für Mädchen, ab 1945 Oberschule bzw. Erweiterte Oberschule, ab 1991 bis 1999 Grundschule, dann Schulhort und Grundschule, nach 2007 zusammen mit einem 3-gesch. Neubau nach Plänen der Architekten bbp (Kiel) Teil des Stadthauses, Anerkennung im Rahmen des Landesbaupreises Mecklenburg-Vorpommern 2008
- Nr. 6: 3-gesch. Wohnhaus (D)
- Nr. 8: 2-gesch. Wohn- und Geschäftshaus
- Nr. 9: 2-gesch. Büro- und Geschäftshaus mit 3-gesch. Giebelrisalit
- Nr. 13: 3-gesch. Gebäude mit Deutsche-Bank-Filiale
- Nr. 14: 2-gesch. Wohn- und Geschäftshaus (D), Giebelhaus mit Fachwerk und Krüppelwalmdach, heute mit Apotheke
- Nr. 15: 2-gesch. Wohn- und Geschäftshaus (D)
- Nr. 16: 3-gesch. Theater (D), 1945 wurde das Theater im ehemaligen Hotel Graf Moltke als Bunte Bühne unter der Leitung von Rolf Roeder eröffnet, 2014 wurde hier das örtliche Mecklenburgische Landestheater Parchim wegen erheblicher Sicherheitsmängel geschlossen; heute Junges Staatstheater Parchim, neue Spielstätte soll die Wassermühle als Kulturmühle werden.[2]
- Nr. 18: 2-gesch. Wohn- und Geschäftshaus mit Haustür (D)
- Lange Straße Nr. 54, Ecke Blutstraße: 2-gesch. Wohn- und Geschäftshaus mit Restaurant

Ostseite:
- Nr. 19: 2-gesch. Wohn- und Geschäftshaus mit Café
- Nr. 20: DAK-Gesundheit Servicezentrum
- Nr. 23: 2-gesch. Wohn- und Geschäftshaus mit Bankfiliale, Hintergebäude als Speicher (D)
- Nr. 26: 2-gesch. neues Geschäftshaus als Eckhaus mit Café nach Abriss eines denkmalgeschützten Gebäudes
- Schuhmarkt Nr. 5: 2-gesch. historisierendes ehem. Kaiserliches Postamt von 1883 (D) nach Plänen von Hubert Stier (Berlin) mit 5-gesch. Eckturm mit neoklassizistischem Portal; 2012 umgebaut als Hotel Zum Kaiserlichen Postamt mit Restaurant
- Nr. 32: 3-gesch. Wohnhaus (D)
- Nr. 35: 2-gesch. Wohn- und Geschäftshaus (D)

Denkmale, Gedenken

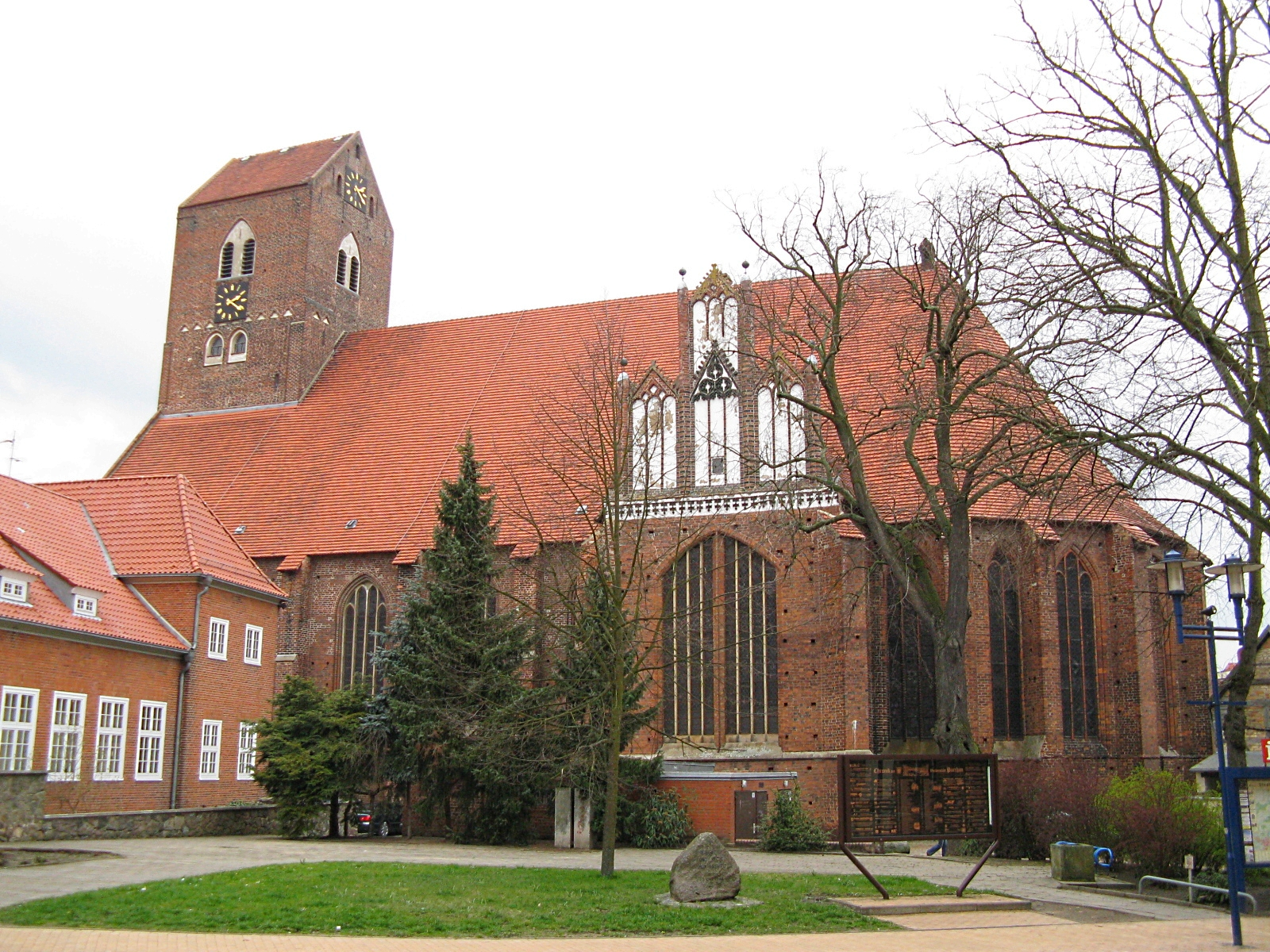
St. Georgen
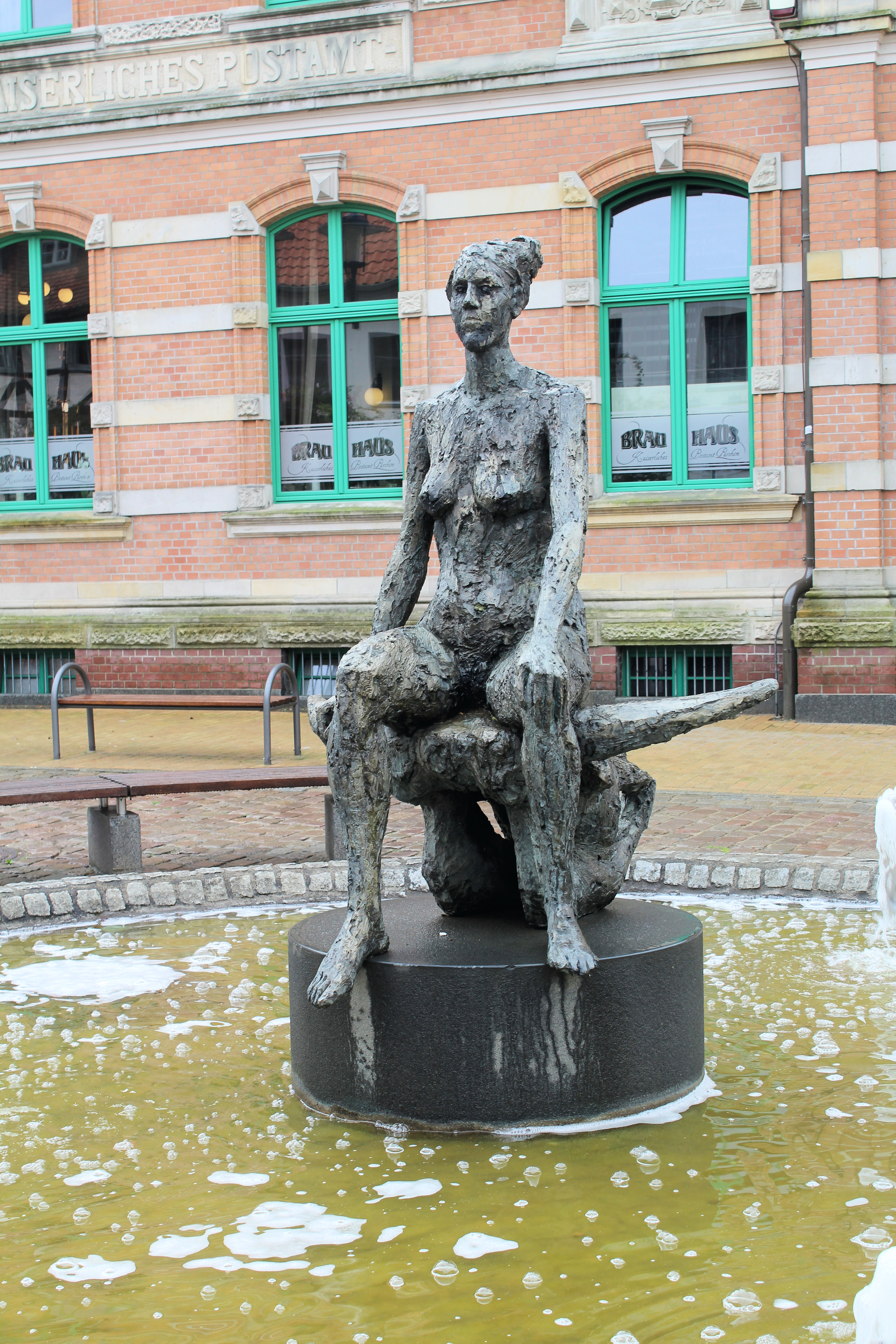
Vor der ehem. Post: Brunnen mit Bronzeskulptur Weib auf Stierkopf des Bildhauers Michael Mohns von 1999, saniert um 2020
- Liste der Stolpersteine in Parchim:
  - Nr. 8: für Gottfried Wolff (1870–1942)